# Floods (песня)
«Floods» — сингл с восьмого студийного альбома американской грув-метал-группы Pantera The Great Southern Trendkill.

## Отзывы
Автор журнала «Classic Rock» Стефен Далтон сравнил песню «Floods» по значению для группы с «Богемской Рапсодией», описав трек как постапокалиптический эпос, меняющий форму, с одним из лучших соло Даймбэга Даррелла и звучанием, ассоциирующимся с Брайаном Мэйем на стероидах.
Журнал «Metal Hammer» по итогам опроса читателей поставил «Floods» на 9 место в своем списке 50 лучших песен группы в 2019 году.